# Förenta nationernas högkvarter

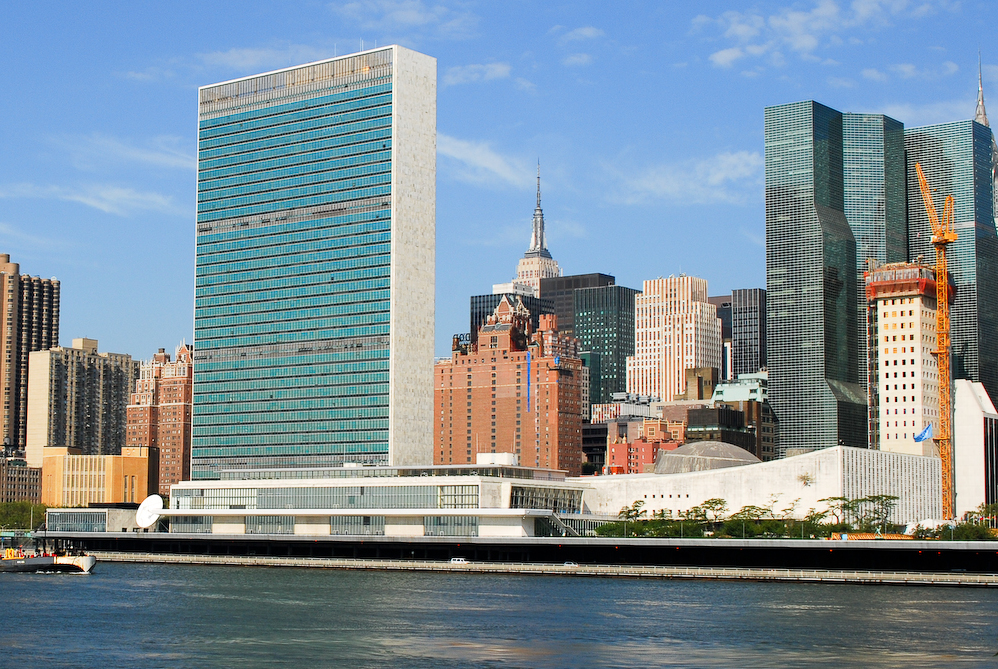
Förenta nationernas högkvarter med FN-skrapan (säte för FN-sekretariatet) till vänster och generalförsamlingens byggnad med kupolen till höger, vy från East River.

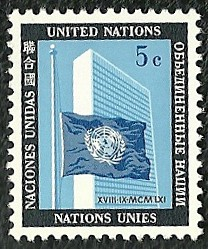
Ett frimärke med Förenta nationernas högkvarter och FN flaggan på halv stång till Dag Hammarskjölds minne.

Förenta nationernas högkvarter är ett byggnadskomplex i Midtown på Manhattan, New York i USA, byggt åren 1948–1952. Högkvarteret räknas som internationellt territorium.
FN-skrapan som är den högsta och mest kända byggnaden i komplexet är 155 meter hög och har 39 våningar.
Marken byggnaden står på skänktes av John D. Rockefeller Jr. Innan högkvarteret stod klart fanns ett tillfälligt högkvarter i Lake Success, en förort till New York, på Long Island.

## Föreslagna alternativ
Andra orter som det föreslogs att högkvarteret skulle förläggas till var San Francisco, Chicago, Philadelphia, Flushing Meadows-Corona Park i Queens – där FN:s generalförsamling hade sin första placering 1945–1950 i den byggnad som numera hyser Queens Museum of Art –  och även Black Hills i South Dakota. Frankrike, Nederländerna och Storbritannien ville dock inte ha högkvarteret i USA.
Även Navy Island i Ontario, Kanada, föreslogs som alternativ till New York.
USA:s federala statsmakt gav 1947 ett räntefritt lån på 65 miljoner amerikanska dollar till Förenta Nationerna för uppförandet av FN-högkvarteret i New York. Den sista återbetalningen på 1 miljon gjordes 1982.

## Utformning
Högkvarteret består av tre större byggnader: FN-skrapan som är 155 meter hög och har 39 våningar, församlingsbyggnaden med möteslokaler för bland andra FN:s generalförsamling, samt FN-biblioteket Dag Hammarskjöld Library. Det utformades medan norrmannen Trygve Lie var Förenta nationernas generalsekreterare och Sverige, Norge och Danmark donerade och utsmyckade var sin möteslokal. 
Den svenske arkitekten Sven Markelius ritade ekonomiska och sociala rådets sal med inredning i svensk furu. Textilkonstnären Marianne Richter skapade ridån som vävdes av Märta Måås-Fjetterström AB. Den förstördes tyvärr av flamskyddsmedel och togs ned på 1980-talet. Sedan 2013 hänger Ann Edholms verk Dialogos på platsen.
Norge donerade säkerhetsrådets sal som ritades av arkitekt Arnstein Arneberg. Väggmålningen bakom det hästskoformade bordet utformades av konstnären Per Krogh och tapeten av Else Poulson.
Förvaltarskapsrådets sal utformades av den danske möbelformgivaren och arkitekten Finn Juhl.

## Galleri

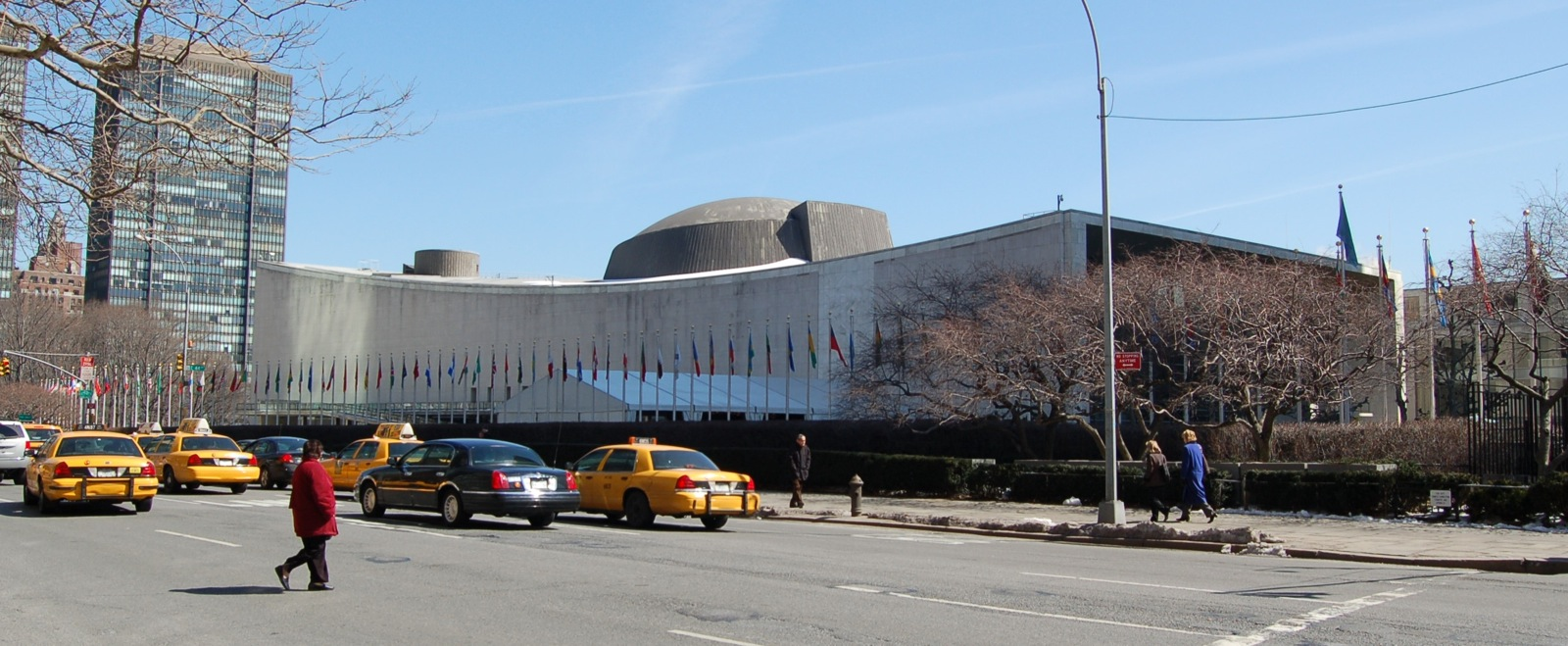
Generalförsamlingens sal (exteriör).
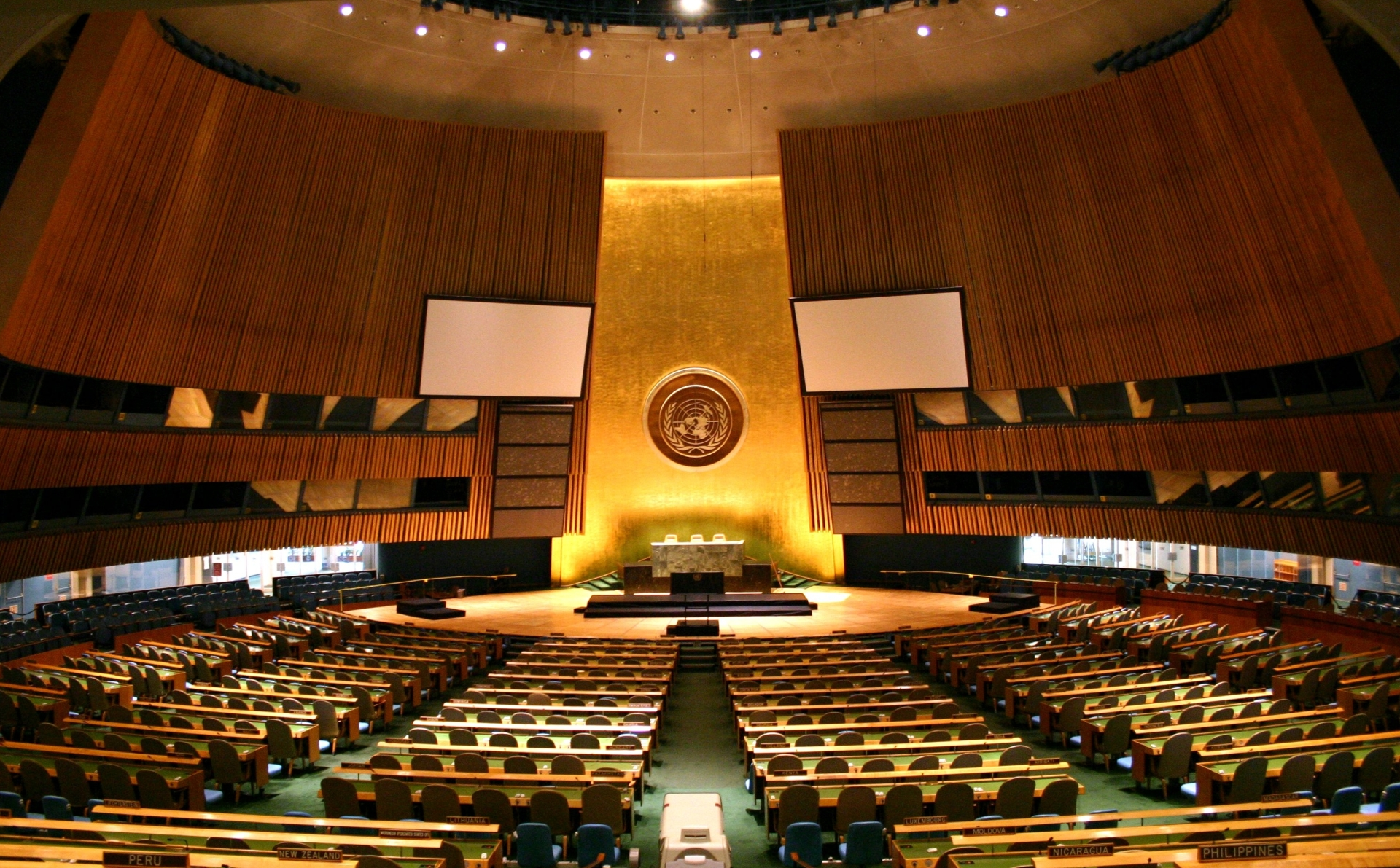
Generalförsamlingens sal (interiör).
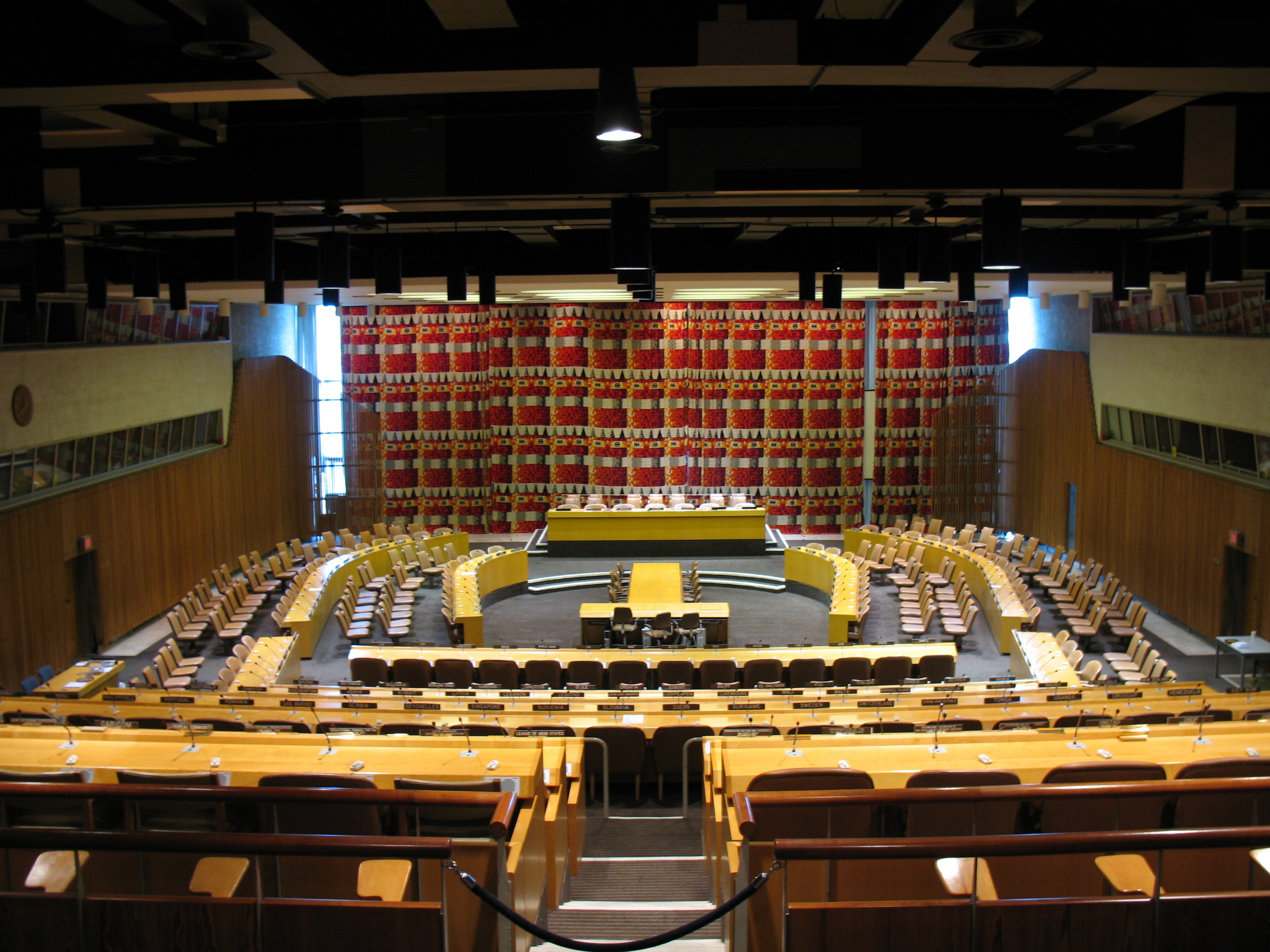
Ekonomiska och sociala rådets sal.
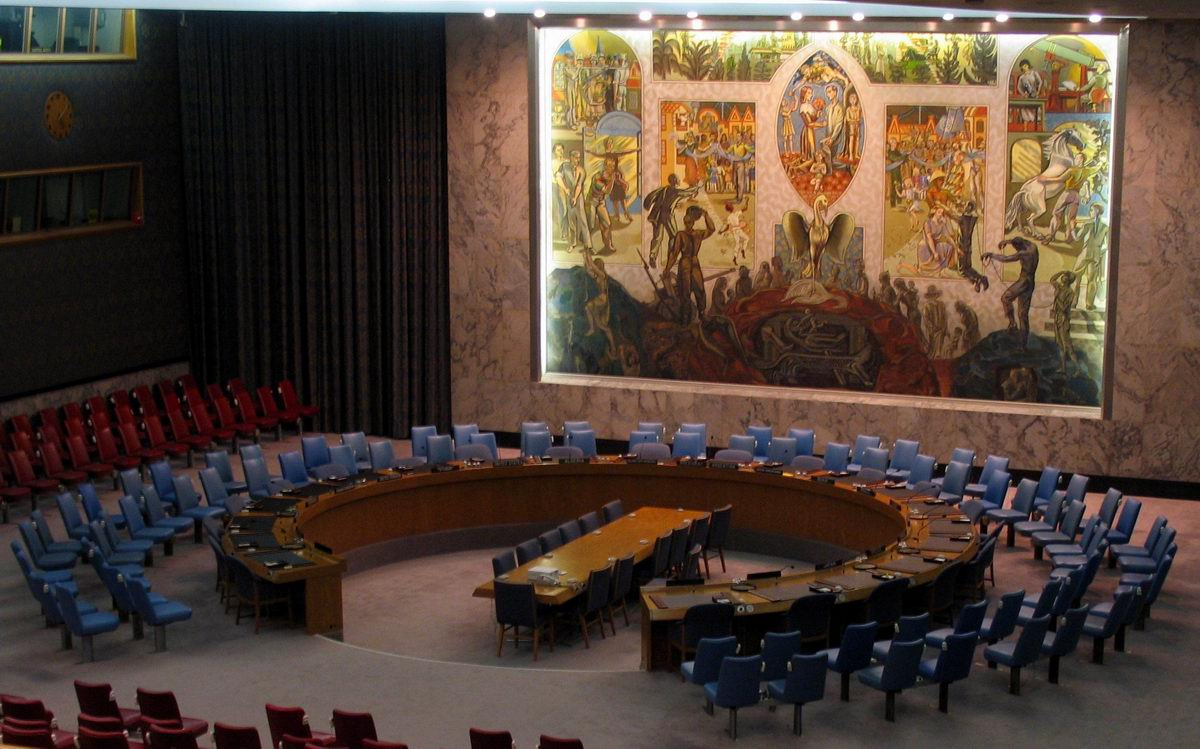
Säkerhetsrådets sessionssal med Per Kroghs hästskoformade bord.
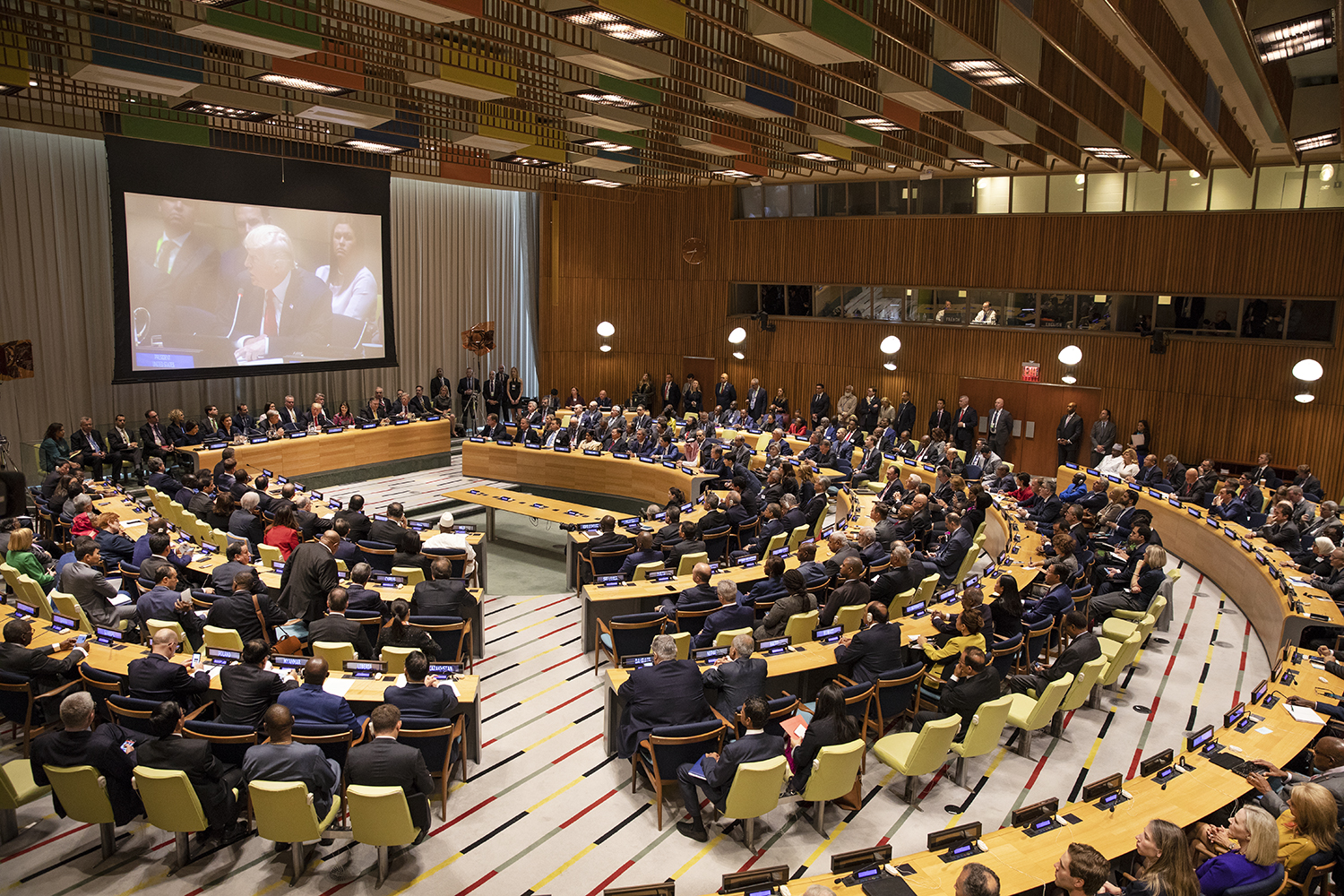
Förvaltarskapsrådets sal.
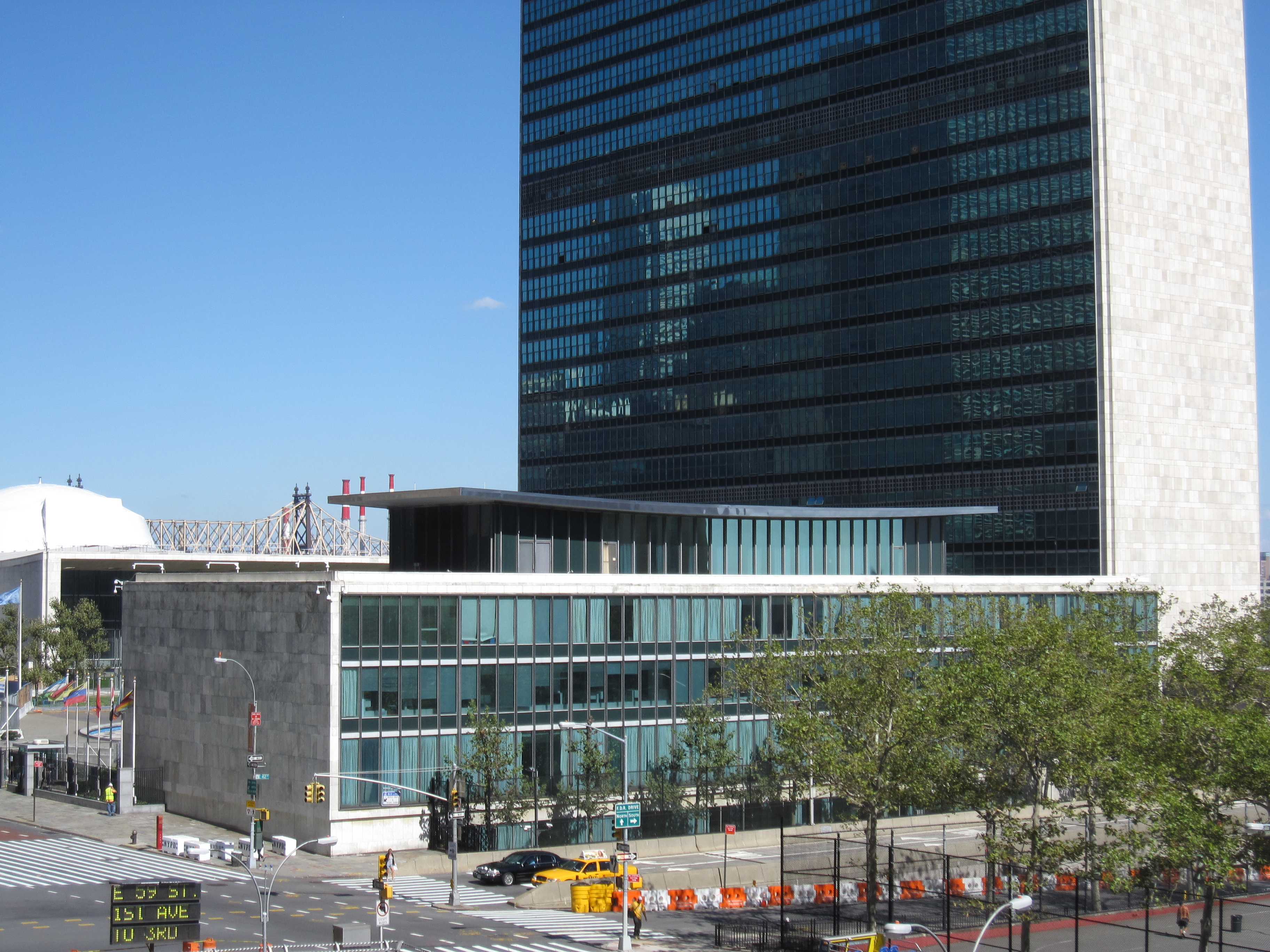
Dag Hammarskjöld Library.